# Javelin (переносной зенитный ракетный комплекс)
«Джавелин» (англ. Javelin, ['ʤʌvlɪn] — «дротик»; первоначальное название — Blowpipe 2 как второй модели одноимённого комплекса) — британский переносной зенитно-ракетный комплекс, предназначенный для поражения вертолётов, самолётов противника и других средств воздушного нападения на дальности до 4500-5500 м и высоте до 3000 м. Может быть использован для уничтожения наземных целей на дальностях до 3 километров.

## Конструкция
Разработан на базе ПЗРК «Блоупайп», однако для наведения ракеты на цель, в отличие от своего предшественника, использует систему управления с полуавтоматической радиокомандной системой наведения по линии визирования цели SACLOS.
Новое прицельное устройство существенно упростило работу наводчика (за счёт более совершенной системы наведения, воплотившей достижения своего времени в области микропроцессорной техники обработки видеоинформации). Прицельные приспособления (универсальный прицел) комплексов «Джавелин» и «Блоупайп» являются взаимозаменяемыми. Кроме того, пусковой механизм «Блоупайп» может использоваться для стрельбы ракетами «Джавелин». Существенно снижены по сравнению с системой «Блоупайп» затраты времени на подготовку операторов ПЗРК. По разным данным, было произведено от 10226 ракет, включая опытные прототипы, до более чем 16000. Среднее соотношение количества пусковых установок к ракетам составляет от 5 до 10 ракет на одну пусковую установку (то есть от одной до трёх тысяч ПЗРК было произведено).
Также, оснащён более мощной боевой частью и маршевым двигателем, обеспечивающим увеличенную дальность действия.
Вместо фугасной боевой части (как в комплексе «Блоупайп»), в комплексе «Джавелин» применяется осколочно-фугасная боевая часть.

## Разработка
Система ПВО ближнего действия «Джавелин» разрабатывалась начиная с 1979 года, в качестве усовершенствованной версии ПЗРК «Блоупайп», созданной на его базе, разработка велась целым рядом компаний по контракту с Министерством обороны Великобритании, генеральный подряд достался североирландской компанией Shorts Missile Systems. Данные по ней были впервые обнародованы в сентябре 1983 года, когда предварительные стрельбовые испытания были уже завершены. Общее руководство программой работ осуществлялось специалистами Королевского радиолокационного института.

## Производство
Изготовление первой партии «Джавелина» было завершено в 1984 году. В июне 1984 года «Шортс» (в дальнейшем — в составе международных корпораций — франко-британской «Тейлз» и канадско-британской «Бомбардье») объявила о получении от МО Великобритании второго контракта на производство систем «Джавелин» на сумму в £35 млн, что, увеличило сумму «домашних» и экспортных заказов ПЗРК до 120 миллионов фунтов стерлингов. В середине того же года описываемый комплекс был отобран ВМС для обеспечения ПВО морских судов от нападений с воздуха, типа камикадзе, в частности действующих на Ближнем Востоке. А в январе 1985 года «Шортс» получила третий контракт на изготовление ПЗРК на 25 млн фунтов стерлингов, в результате чего сумма контрактов на поставку «Джавелинов» достигла £160 миллионов.
В 1986 году, во время выставки оборудования британской армии, производителем были продемонстрированы системы «Блоупайп», «Джавелин» и «Старстрик». К середине 1993 года, «Джавелин» был заменён на ПЗРК «Старбёрст» как основной и резервный комплекс. Оставшиеся «Джавелины» были зарезервированы для подготовки личного состава подразделений. Производство ракет «Джавелин» было завершено.

## Задействованные структуры
В производстве ракетных комплексов «Джавелин» и сопутствующего оборудования были задействованы следующие компании-подрядчики:
- Ракетный комплекс в целом — Shorts Missile Systems (сначала самостоятельно, затем в качестве филиала Thales Air Defence и Bombardier Inc.), Precision Engineering Division, Каслри, Белфаст, графство Даун, Северная Ирландия;
- Ракетный двигатель — IMI Summerfield Research Station (разработка), IMI Kidderminster Works (производство), Киддерминстер, графство Вустершир, Западный Мидленд;
- Оптико-электронные приборы системы наведения — Marconi Avionics[англ.] (сначала самостоятельно, затем в качестве филиала GEC Avionics и BAE Systems Avionics), Базилдон, графство Эссекс, Восточная Англия;
- Система радиолокационного опознавания (IFF) — Cossor Electronics Ltd[англ.], Харлоу, графство Эссекс, Восточная Англия;
- Система зажигания двигателя, боевая часть, предохранительный механизм / переводчик взрывателя на боевой взвод, устройство самоликвидации при промахе K2A1 — Royal Ordnance Ltd, Royal Ordnance Factory, Blackburn[англ.], Блэкберн, графство Ланкашир, Северо-Западная Англия; Imperial Metal Industries, Виттон, Бирмингем, графство Уэст-Мидлендс, Западный Мидленд;
- Стеклопластиковая пусковая труба — Ward Engineering Services, Паркстон, Пул, графство Дорсет, Юго-Западная Англия;
- Наземный источник питания — Mine Safety Appliances Co Ltd, Котбридж, область Норт-Ланаркшир, Шотландия;
- Электрическая цепь пуска — Pye Dynamics Ltd, Браунстон, графство Лестершир, Восточный Мидлендс;
- Взрыватель — Marconi Defense Systems Ltd[англ.], Лондон;
- Неконтактный датчик цели, устройство оповещения о появлении воздушной цели в секторе наблюдаемого воздушного пространства — ThornEMI Electronics Ltd[англ.], Хайес, графство Мидлсекс, Большой Лондон;
- Пиропатрон в хвостовой части ракеты — Wallop Industries Ltd, Мидл-Уоллоп, графство Гэмпшир, Юго-Восточная Англия.

## Модификации

### Javelin S15
S15 или «Усовершенствованный Джавелин» (Advanced Javelin) с комбинированной помехозащищённой системой управления с наведением по лазерному лучу, разработка которого была начата компанией-изготовителем в 1986 г. При создании S15 были использованы наработки по проекту «Старстрик». S15 поступил на вооружение королевской морской пехоты и некоторых других высокомобильных компонентов вооружённых сил.

### Lightweight Multiple Launcher (LML)
LML (англ. Lightweight Multiple Launcher, буквально Облегчённая многоствольная пусковая установка) разработана, чтобы обеспечить ПЗРК «Джавелин» возможность обстрела нескольких целей. Система LML использует три стандартных пусковых трубы ракет «Джавелин» и стандартный наплечный прицельный блок, в качестве подсоединяемого оборудования.
В свободном состоянии, опорная труба поддерживается в вертикальном положении опорами треножника, вращающимися в эксцентричной опорной втулке. Винтовые домкраты расположены между вершиной втулки и опорами треножника и используются для регулирования высоты установки ПУ. При развёртывании в окопе, опорная втулка может быть частично опущена по опорной трубе и затем, закреплена на соответствующей высоте. При этом, одна из опор треножника свисает вертикально, а другие опоры используются для обеспечения боковой поддержки ПУ.
Для развёртывания LML, станок-тренога устанавливается разворачиванием опор и смещением опорной втулки в нижнюю часть опорной трубы, с последующим закреплением в этом положении. После чего, головная часть LML устанавливается на шарнир в верхней части станка-треноги, штанга прицела переводится из походного положения в рабочее. После установки прицельного устройства, на пяту штанги прицела и загрузки трёх ракет в рабочее положение, LML готова к действию.

### Lightweight Multiple Launcher (Vehicle) (LML(V))
Пусковая установка LML(V) проектировалась для установки на бронированную и небронированную технику, и другие сухопутные средства обеспечения мобильности, для защиты лётных полей и других важных сооружений и маршрутов снабжения от низковысотных воздушных атак и предназначена для установки на многие виды бронетранспортёров, в частности устанавливалась на бронеавтомобиль ПВО «Шорлэнд» (модификации патрульного бронеавтомобиля той же модели, на полноприводном шасси «Дефендер-110»). Также может быть установлена на небронированные транспортные средства, такие как HMMWV вооружённых сил США.
Погон пусковой установки размещается над отверстием штатного люка и оснащён собственной, интегрированной в конструкцию, крышкой люка и перископическим прибором наблюдения для контроля воздушной обстановки при закрытом люке. На погоне имеется штифт для крепления автомобильного варианта шарнира горизонтальной наводки. Поворот ПУ по отношению к погону может составлять ± 40º. Шесть ракет ПЗРК «Джавелин» или «Блоупайп» в пусковых трубах хранятся в стойках по обе стороны задней части бронеавтомобиля S53, прицельный узел во время транспортирования находится между стойками хранения ракет.
Погон LML(V) оснащён рукояткой и фрикционным тормозом, позволяющим наводчику поворачивать ПУ, наводя её в направлении цели, а затем сопровождать цель в полёте.

### Lightweight Multiple Launcher (Naval) (LML(N)
Корабельный зенитный ракетный комплекс ближнего радиуса действия LML(N) для эшелонирования противовоздушной обороны корабля. Предназначен для применения во втором эшелоне, в сочетании с более дальнобойными бортовыми средствами ПВО, после прохождения воздушными целями первого эшелона обороны, а также для уничтожения внезапно появляющихся на горизонте средств воздушного нападения противника (при действиях вблизи береговой линии, либо в портах, на переправах, реках и т. п.), там, где дальнобойные средства ПВО малоэффективны по причине условий местности, обеспечивающих СВН противника возможность скрытного подлёта к кораблю.

## Тактико-технические характеристики
По данным британского справочника «Джейнс»:
- Длина ракеты: 139 см
- Диаметр ракеты: 76 мм
- Размах крыльев: 275 мм
- Масса:
  - прицельного блока: 8,9 кг
  - ракеты в пусковых трубах: 15,4 кг
  - ракеты: 12,7 кг
  - боевой части: 2,74 кг
  - взрывчатого вещества: 0,6 кг
  - ракеты в контейнере для полевых условий: 19 кг
  - ракеты в транспортном контейнере: 43 кг
  - ПУ LML: 32 кг
  - ПУ LML с 3 ракетами: 77 кг
- Двигательная установка: 2-хступенчатый РДТТ
- Максимальная скорость ракеты: 435 м/с
- Эффективная дальность стрельбы:
  - против реактивных ЛА: 300—4500 м
  - против вертолётов: 300—5500 м
- Эффективная высота поражаемых целей: 10—3000 м
- Система управления: радиокомандная, полуавтоматическая по линии визирования
- Монокулярный прицел:
  - поле зрения: 160 тысячных (~10°)
  - увеличение при: 6х
- Телевизионная камера:
  - широкое поле зрения: 230×180 тысячных (~14×11°)
  - узкое поле зрения: 36×36 тысячных (~2×2°)
- Боевая часть: осколочная
  - Взрыватель: контактный и дистанционный
- Электропитание:
  - пусковой трубы: тепловая батарея 27,5—35,5 В постоянного тока
  - прицельного блока: сменные батареи 3×12 В

## Эксплуатанты
- Ботсвана — первая поставка состоялась в 1986 году[3], 5 ПЗРК находились на вооружении Сухопутных войск Ботсваны по состоянию на 2010 год[8]
- Катар — 500 ПЗРК на 2014 год[9]
- ОАЭ — на вооружении ПВО ВВС ОАЭ по состоянию на 2010 год[10]
- Оман — первая поставка состоялась в 1984 году[3], по состоянию на 2010 год в Сухопутных войсках Омана и Гвардии Султана — 34 ПЗРК[11]
- Перу — 8 ПУ и 27 ракет поставлено в октябре 1995 года[3], более 100 ПЗРК в ВВС Перу по состоянию на 2010 год[12]
- Чили — 12 ПЗРК по состоянию на 2010 год[13]
- Республика Корея — первая поставка состоялась в 1986 году[3], 350 ПЗРК находились на вооружении Сухопутных войск по состоянию на 2010 год[14]

### Бывшие операторы
- Великобритания — к середине 1993-го заменён на ПЗРК Starburst как основной[3], Джавелин зарезервированы для тренировки личного состава[15]
  - Британская армия
  - Королевская морская пехота Великобритании
- Канада — первая поставка состоялась в 1990 году[3]
  - Канадская армия

## Боевое применение
По некоторым данным, ПЗРК «Джавелин» применялись моджахедами против военной авиации ОКСВА и бортов советской гражданской авиации, заходивших в воздушное пространство над Афганистаном во время в Афганской войны.

## Оценка проекта
По мнению представителей Thales Air Defence использование в ПЗРК «Джавелин» радиокомандной системы наведения даёт этой системе ряд преимуществ перед аналогичными, более распространёнными ПЗРК с ИКГСН. Основными из них считаются : нечувствительность к помехам создаваемым средствами инфракрасного противодействия, возможность уверенного обстрела целей на встречных курсах и возможность борьбы с целями, имеющими различные типы двигателей.
Минусы радиокомандной оптической системы наведения: подверженность радиоканала управления помехам средств радиоэлектронного противодействия и зависимость точности наведения от наличия помех в оптическом диапазоне (дым, туман, осадки и др.).
По данным производителей, эффективность системы ближней ПВО «Джавелин», показанная во время лагерных сборов британской армии по проведению учебных боевых стрельб, была такова, что проведение как минимум одного из сборов пришлось отложить из-за отсутствия мишеней, уничтоженных предыдущими тренирующимися подразделениями. Один из наводчиков 10-й батареи ПВО (Ассайе) имел в 1985 году 100 % коэффициент попадания, когда было поражено 8 мишеней типа Skeet из 8 запущенных.